# テリー伊藤のってけラジオ
テリー伊藤 のってけラジオ（テリーいとう のってけラジオ）は、ニッポン放送で1998年3月30日から（表題のタイトルでは2002年9月30日から2008年3月28日。2002年9月27日までは「テリーとうえちゃんのってけラジオ」、2008年3月31日から2010年6月25日までは「テリーとたい平のってけラジオ」）平日毎週月曜日-金曜日13:00-15:30（2001年3月31日までは13:00-16:00）に生放送されていたお昼の情報ワイドラジオ番組（帯番組）。メインパーソナリティは演出家でタレントのテリー伊藤。

## 概要
これより前に、前身的番組として1997年5月から放送されていた「のってけテリー!渚の青春花吹雪」の後を受け継ぐ形で1998年3月30日に「テリーとうえちゃんのってけラジオ」としてスタート。
2002年の秋改編で、“うえちゃん”こと上柳昌彦が平日の朝ワイド番組「うえやなぎまさひこのサプライズ!」を担当するため番組を降板するのに伴い、2002年9月30日より「テリーとうえちゃん -」のタイトルが「テリー伊藤 -」に変更された。2008年3月31日の放送で「のってけラジオ」として番組開始満10周年を迎えた。この日よりテリーの希望により、2002年9月以来5年半ぶりにタイトルが変更され、「テリーとたい平 -」に再変更された。
放送日が祝祭日にあたる日は出張公開生放送を行う場合もあるが、スポーツ中継などで休止もしくは短縮になるときもある。さらに、番組年始週は2003年から2007年まではメインパーソナリティのテリーと特捜班キャップの2人は正月休みを取った上で、代役として、他のタレントがメインパーソナリティを担当し、アシスタント・特捜班キャップの代役はニッポン放送のアナウンサーが担当していたが（毎年番組年始1回目放送のパーソナリティはザ・ニュースペーパーであった）、2008年以降2010年までは年始週は番組自体を休止し、特番編成に変更されている。
放送時間は前述のとおりで、「テリーとうえちゃん -」時の2001年4月3日から30分短縮されている（当時の番組編成の改編に伴う後時間帯番組の「笑福亭鶴光の噂のゴールデンアワー」時間変更の影響）。
番組の公式サイトは1999年に「1242.com」開設と同時に開設以来、これまでに2002年9月30日、2004年3月29日、2007年2月15日、2008年3月31日の4回リニューアルされている（そのうち、2002年と2004年のリニューアル時は全ての日中番組と同時にリニューアルされた）。2007年2月15日のリニューアルでブログタイプに変更され、2008年3月31日には番組名変更に伴いマイナーチェンジされている。
2010年6月、ニッポン放送が社長を交代することに伴い心機一転を図ること、後述の聴取率にも影響があったから番組大改編を実施。2010年6月25日をもって12年3か月続いた平日昼時間帯放送の「のってけラジオ」シリーズの放送が終了した。テリーは週一回、日曜日の昼時間帯の番組「テリー伊藤 サンデーのってけラジオ」に移動した。テリーが週末の番組を担当するのは「天才テリーの芸能ダマスカス」以来13年3か月ぶりとなる。後番組は上柳昌彦が7年9か月ぶりに平日の昼間時間帯を担当する「上柳昌彦 ごごばん!」である。
本シリーズ終了から約9年9か月後となる2020年4月2日(木)13:00 - 16:00に本シリーズの復活特番「10年ぶりに復活!テリーとたい平のってけラジオ」が生放送され、ゲストコーナーには当時の準レギュラー的存在だった松崎しげる（歌手）が出演した。

## 聴取率
聴取率は「のってけ」の1998年春の番組開始以来変動が多く、ビデオリサーチによる首都圏聴取率調査では、1998年から2002年までは、1990年代前期に当時第1期全盛期で高聴取率を獲得していた文化放送の「吉田照美のやる気MANMAN!」とすさまじい聴取率争いを演じた。その後しばらく同時間帯首位を守ったものの、後に再び敗れたため、前述の通り「テリーとうえちゃん-」から「テリー伊藤-」へ2002年秋に大幅リニューアルに踏み切った。しかしその大幅リニューアル後の2002年10月期からも当時第2期全盛期になっていた「やる気MANMAN!」を相手に2位に沈みしばらく苦戦していたが、その後徐々に聴取率は回復・上昇してゆき、2006年6月期の調査でついに首位に返り咲く。これ以降、順調に3期連続で「やる気MANMAN!」を抜き同時間帯首位となっていたが、同年12月期にはTBSラジオの「ストリーム」に敗れ2位に、2007年2月期には「やる気MANMAN!」に敗れ2位になった。2007年4月期以降は再び連続聴取率トップに再び返り咲いている。その後は首位で定着しており、順調に2009年2月期までは首位が続いたものの、4月期の調査で2年ぶりに2位に転落してしまい、翌月の5月にはジングルを変更するリニューアルをしたものの、その後は2位で横ばい状態が続いた。前述の通り社長交代によるニッポン放送大改編で心機一転することになり、この平日昼時間帯も対象となって、「のってけシリーズ」も2010年6月で12年3か月の放送に幕を下ろすことになった。

## 歴代の「のってけ」

### テリーとうえちゃんのってけラジオ
- 放送期間：1998年3月30日 - 2002年9月27日
- 放送時間：月-金曜日　13:00 - 16:00→13:00 - 15:30

### テリー伊藤のってけラジオ
このページにて解説。
- 放送期間：2002年9月30日 - 2008年3月28日
- 放送時間：月-金曜日　13:00 - 15:30

### テリーとたい平のってけラジオ
たい平の番組内での扱いがアシスタントからパーソナリティに昇格したものの、それ以外は以前と変わらず。
- 放送期間：2008年3月31日 - 2010年6月25日
- 放送時間：月-金曜日　13:00 - 15:30

### テリー伊藤 サンデーのってけラジオ
詳細はテリー伊藤 サンデーのってけラジオを参照。
- 放送期間:2010年7月4日 - 2012年9月30日
- 放送時間:日曜13時 - 14時30分

## パーソナリティ
- テリー伊藤
- 上柳昌彦（1998年3月30日 - 2002年9月27日）
- 林家たい平（2008年3月31日 - 2010年6月25日）

### アシスタント
アシスタントは「テリー伊藤のってけラジオ」のタイトル時に設けられている。
- 初代　 小口絵理子（当時。2002年9月30日 - 2003年9月26日）
- 2代目　田代優美（当時。2003年9月29日 - 2004年8月31日）
- 3代目　林家たい平（2004年9月1日 - 2008年3月28日・特捜班キャップ兼任）

### 特捜班キャップ
キャップは「テリー伊藤のってけラジオ」のタイトル時に設けられている。
- 初代　垣花正（2002年9月30日 - 2003年3月28日）
- 2代目 林家たい平（2003年3月31日 - 2010年6月25日、「テリーとたい平」以降パーソナリティ）

### レポーター
主に「ロッテ街角インフォメーション」と「ジャックスプレゼンツ・ニッポン放送がやってきた!」を担当。

番組終了時のレポーター
- 月・火・木→月・火・金→月・火 上田郁代（2002年9月30日 - 2010年6月22日）
- 水・木→木・金 正木あずみ（2008年2月6日 - 2010年6月25日）
- 水 田中美和子（2009年10月14日 - 2010年6月23日、※東京ディズニーリゾートから中継）

過去のレポーター
- 垣花正（1998年3月30日 - 2002年9月27日）
- 水・金 関口まい（2002年10月2日 - 12月26日、開始当初に担当。東京で初のレギュラーだったがホームシックにかかってしまい降板。現在は関西を中心に活動）
- 水・金 上地春奈（2003年1月 - 2005年1月）
- 丸山優子（2008年1月21日 - 3月17日。上田・正木が出演できない時の代理レポーターだった）
- 水・金→水・木 井内志保（2005年2月 - 2007年12月26日→産休のため一時降板→2009年 - 2010年1月13日「のってけときめきタイム 資生堂私の町の専門店」のコーナーで一時復帰→第二子出産のため降板）
- 五戸美樹（「のってけときめきタイム 資生堂私の町の専門店」のコーナーのみ）

### その他の出演者
- カレン（月曜「ニッポン放送がやってきた!」のコーナー。当初はゲスト、テリーの希望とリスナーの間でも評判だったことから不定期→レギュラーに昇格。2009年6月→不定期出演→2009年10月 - 2010年6月）

## 歴代ディレクター
「のってけラジオ」はパーソナリティ・アシスタント関係なく全体で見ると12年3か月という長期放送であり、番組スタッフのディレクターも何代も入れ替わっている。
「のってけ」に関してはどの時期のディレクターも個性があるため、初期から番組晩年まで毎日ではないものの、テリーによくネタ（「パーソナリティのスタッフいじり」）されるのも「のってけ」の1つの名物であった。
- 菅沼尚宏
  - 「テリーとうえちゃんのってけラジオ」初代ディレクター。もともと「ヨッ!お疲れさん」のディレクターであった。降板時期は不明。
  - 夫人は元ニッポン放送アナウンサーの仲佐かおりである。
  - 以前は2010年6月まで「上柳昌彦のお早うGoodDay!」も担当していた。現在は「高嶋ひでたけのあさラジ!」を担当。
- 石田誠
  - 2002年9月30日-2007年まで担当、「テリー伊藤のってけラジオ」になったときの最初のディレクター。以前は「ナインティナインのオールナイトニッポン」や「松浦亜弥のオールナイトニッポン」「鶴光の噂のゴールデンアワー」「東貴博のヤンピース」」なども担当していた。
- 遠藤竜也
  - 2006年4月4日 - 2008年3月4日まで担当、ニッポン放送報道部記者時代にニュース担当として出演歴がある。以前に、2007年3月以前は「アンダーグラフのオールナイトニッポン」、2010年6月まで「上柳昌彦のお早うGoodDay!」も担当していた。
- 高田陽平
  - 2005年-2008年2月29日まで担当、1974年生。1998年入社、以前は「福山雅治のオールナイトニッポンサタデースペシャル・魂のラジオ」も担当していた。
- 戸田修一
  - 2002年10月1日 - 2007年まで担当。
- 柴田ディレクター（下の名前不明）
  - 2006年-2008年3月5日まで月曜を担当。「のってけ」降板後は「くりぃむしちゅーのオールナイトニッポン」も担当していた。
- 宗岡芳樹
  - 2008年3月6日 - 火曜・木曜を担当。「のってけ」の最後のころから引き続き、現在も「ナインティナインのオールナイトニッポン」と「アッコのいいかげんに1000回」を担当。
- 冨山雄一
  - 2008年3月6日-水曜・金曜を担当。
  - テリーとたい平からは、「ゆういち」と呼ばれている。
- 桜井ディレクター（下の名前不明）
  - 2008年3月6日-2010年6月21日まで月曜を担当。
- 西尾ディレクター（下の名前不明）
  - テリーとたい平からは、「西尾ちゃん」と呼ばれている。
- 三宅正希
  - 担当時期は不明。
- 松村有希子
  - 歴代ディレクターで初の女性。担当時期は不明。
- 小山ディレクター（下の名前不明）
  - 歴代ディレクターで2人目の女性。担当時期は不明。

## その他のスタッフ
- 構成-石川昭人（過去）

## のってけタイムテーブル
※基本的なタイムテーブルの構成は「テリー伊藤のってけラジオ」タイトル時は5年半変わらなかったが、曜日別で企画が違うコーナーもあったため、これについての詳細は下記の「歴代コーナー」を参照。
2010年4月5日 - 2010年6月25日
13:00 - 13:10 オープニングトーク
13:10 - 13:25 テリーの注目（2009年5月18日 - 、旧 のってけフラッシュ・2002年9月30日 - 2009年5月15日）
13:25 - 13:30 ニッポン放送交通情報
13:30 - 13:40 のってけときめきタイム あなたの町の専門店（2009年7月13日 - ）
13:40 - 13:45 中継コーナー（コーナー名は曜日ごとに異なる）　
13:45 - 13:50 ハロー神奈川
13:50 - 13:55 ニッポン放送ニュース・天気予報　
13:55 - 14:00 ニッポン放送交通情報・テリ平のなぞかけ道場
14:00 - 14:02 2時のどっち
14:02 - 14:10 日替わりコーナー
- 月曜 - テリー流モテモテ講座
- 火曜 - リスナーのメール紹介など
- 水曜 - リスナーのメール紹介など
- 木曜 - ダーウィンのご起源論
- 金曜 - ゲストコメンテーターとのトーク

14:10 - 14:30 ゲストコーナー
14:30 - 14:35 ハローリビング
14:35 - 14:38 ニッポン放送交通情報　
14:38 - 14:45 のってけリクエスト
14:45 - 14:53 
ナイターオフ期間－ のってけワールドエンタテイメント!
ナイター期間－メジャーリーグ情報（旧 独占!メジャーリーグTODAY）・ショウアップナイター一番ノリ!
14:53 - 14:56 ニッポン放送ニュース・天気予報
14:56 - 15:00 ニッポン放送交通情報
15:00 - 15:10 テリーのものまねSHOW
15:10 - 15:20 ニッポン放送がやってきた!（日替わり中継コーナー）
- 月曜 - わけありカラオケ自慢
- 火曜 - のってけミシュラン星いくつ!?
- 水曜 - 東京ディズニーリゾートからの中継
- 木曜 - のってけエンタメ調査隊
- 金曜 - 商売繁盛・家内安全 テリー伊藤の念をあなたに!

15:20 - 15:25 ほっともっときっとタイム
15:25 - 15:28 今日のハローリビング・エンディングトーク

## 歴代コーナー
※公式サイト内のタイムテーブルも参照（2005年10月期）。

### 13時台
- のってけフラッシュ（2002年9月30日 - 2009年5月15日）：テリーが最新のニュースなどをばっさり斬る。
- テリーの注目（2009年5月18日 - 2010年6月25日）：前身の「のってけフラッシュ」と同様。
- こちらのってけ特捜班（2002年9月30日 - 2009年5月15日）：垣花キャップ→たい平キャップがその日のメール・FAXのテーマを発表し、15時台の「今日の特捜結果報告」で紹介する。2009年5月18日からは「こちらのってけ特捜班」は廃止され、テーマはオープニングで紹介するようになった。

- 13時台日替わりコーナー（2002年9月30日 - 2008年3月28日）
  - 月曜日
    - テリー伊藤のぜーんぜん平気だもんね〜
    - テリー伊藤検定王への道
    - テリー伊藤のあおげば尊し
    - テリーvsたい平・どっちの選曲ショー（ - 2008年3月17日）

  - 火曜日
    - あながち大辞典
    - ベネディクト伊藤の歓びの唄（ - 2006年3月7日）
    - よいこになるために（2006年3月14日〜?）
    - クイズテリーショック
    - のってけミステリーゾーン 恐怖の館（? - 2007年12月18日）
    - 恋のトリセツ 男と女（2008年1月8日 - 3月18日）
    - 耳をすませば

  - 水曜日
    - のってけミュージックフェア（レギュラー終了後は聴取率調査週間時のみ）：2007年8月のスペシャルウィーク、「帰ってきたのってけミュージックフェア」を最後に終了した。
    - どっちがえらいの〜?
    - 江戸っ子テリーのおいおいそりゃないよ〜
    - めざせモテモテ!ものまねカラオケ王子（ - 2007年12月19日）
    - のってけカバーの殿堂（2008年1月9日 - 3月19日）

  - 木曜日
    - 名探偵テリーのなぞなぞ事件簿
    - テリー一休のとんち道場
    - 林家テリ平 落語家への道（ - 2007年10月25日）
    - たい平・テリ平の大喜利一直線（2007年11月1日 - 2008年3月20日）

  - 金曜日
    - テリー伊藤のこれってビミョーだなぁ：テリーが「微妙だな」と思うこと・ものをリスナーに投稿してもらいテリーが品評・評価する。
    - のってけ歌謡Gメン：テリーが柏原芳恵の『ハローグッバイ』の中の歌詞「紅茶のおいしい喫茶店」は一体どこにあるのかと疑問に思ったことから始まったコーナー。曲のモデルとなった人物や場所を探る。
    - のってけファミリー通信（ - 2008年3月14日）：江頭2:50、エスパー伊東、ターザン山本、ダンディ坂野など「のってけファミリー」と称するメンバーの動向を紹介。

- のってけときめきタイム 私の町の専門店（2009年7月13日 - 2010年6月25日）：リポーターの上田・正木・五戸（一時期井内も）のいずれかがスポンサーの化粧品専門店を放送日前に訪問し、テリーとたい平にクイズを出題する。録音のため街角インフォメーションとは担当が異なり、どちらからも呼びかけることはできない。2010年4月5日以降は中継をやめ、リスナーから専門店にまつわるエピソードを募集する。また、中継コーナーと時間を入れ替える。
- 街角インフォメーション（2002年9月30日〜2010年6月18日）：リポーターが都区内のさまざまな場所へ行き、その場所に一番近くの大通りの交通情報をお伝えし（「〜通り順調です」と知らせる）、スポンサーのガムの宣伝をする。2010年4月以降は交通情報と宣伝をやめている。
- ハロー神奈川（2002年9月30日〜2010年6月25日）：神奈川支局から神奈川のお知らせをする。
- 新保友映のハッピーエアポートクリスマス（2007年12月19日 - 12月21日）：13:50頃に新保友映が羽田空港から生中継、ただしテリーなどとのからみは一切なかった。
- ミュージックヒストリー（2008年1月 - 2009年3月）：2分間の短い時間のあいだ、一週間特定のアーティストの曲を日替わりでかけながら、山本剛士がその曲にまつわるエピソードを語る。タイトルコールはたい平（事前録音）。
- 鬼の居ぬ間に：たい平の小噺のコーナー。
- テリ平のなぞかけ道場（13時台）：上記「鬼の居ぬ間に」の後継コーナー。たい平が交通情報の直後にテーマを発表してなぞかけを募集し、テリーにも考えてもらうが、テリーのなぞかけは放送時間に間に合わないことが多い。

### 14時台
- 2時のワッショイニュース（2009年4月 - 2010年1月15日）：リスナーから最近起きためでたい出来事を募集する。
- 2時のどっち（2010年4月 - 2010年6月25日）：究極の選択にテリーが答える。
- ゲストコーナー（2002年9月30日 - 2010年6月25日）：テリーとゆかりのあるさまざまなジャンルの文化人・芸能人のゲストを日替わりで迎える。ただ、2009年途中以降はそれまでの14時ちょうどのゲスト登場から14時2分頃→14時10分頃と登場時間が変更されていき晩年は番組開始当時よりも10分間短くなっていた。
- ハローリビング（2002年9月30日 - 2010年6月25日）：ニッポン放送のラジオリビング。前身はのってけリビング。
- ファイト! クイズ 私のハプニング（2002年9月30日 - 2008年6月30日）：一般聴取者が実際にあった面白いハプニングをクイズとして出題する。それをアシスタントが答えが書かれていないクイズの問題のみの原稿を読みながら出題し、テリーとアシスタントが問題に答える。正解するとリクエストした曲がかかる設定になっているが、このコーナーの持ち時間が短いので、どんなに早く正解しても曲がかけられることはほとんどなく、テリーの声帯模写で済ませてしまうことが多い。コーナー変更のため、「テリーとたい平」へ変更になって少し経ったあとの2008年6月30日をもって終了した。
- メジャーリーグ情報・ショウアップナイター一番ノリ!（ナイター期間中のみ）：メジャーリーグ情報はアキ猪瀬、ショウアップナイターの情報はニッポン放送のスポーツ部のアナウンサーが最新情報をいち早く伝えていた。しかし、シーズン中のショウアップナイターの中継カードが巨人戦の時はテリーが巨人ファンということ・日本シリーズの時はどの球団でも日本中が注目する試合ということで話が盛り上がるが、巨人戦ではないシーズン中の中継カードの時はテリーがあまり喋らなくなることや「ファイト! クイズ 私のハプニング」同様、テリーの声帯模写で済ませてしまうことが多い。
- のってけワールドエンタテイメント!（ナイターオフ期間中のみ）：月 - 金の各曜日、日替わりの世界のスポーツ・ニュース・エンターテイメント情報等を放送していた。月曜日はこはたあつこによるハリウッドのエンタメ情報、火曜日はテリーおすすめの洋楽の紹介、水曜日は話題の洋画の最新情報を宣伝担当の映画関係者が紹介しゴングのようなBGMの後に20秒間PR、木曜日は世界を中心に活躍する日本人の紹介、金曜日は世界のスポーツ最新情報。
- もうすぐラジオパーク わくわくインフォメーション（2007年、ラジオパーク1週間前のみ）
- テリー伊藤の頑張れ星野ジャパン!野球日本代表応援団（2008年7・8月、全国36局ネット、最終週のみ「テリー伊藤の夢をありがとう!星野ジャパン!野球日本代表応援団」として放送）

### 15時台
- 3時の恐怖川柳・今日の恐怖川柳（2002年9月30日 - 2009年4月）：「テリーとうえちゃん-」時代から続く15時冒頭ののってけの看板ネタコーナー。リスナーから恐怖のおもしろ川柳を送ってもらうことになっているが、実際は恐怖ではなく笑える川柳である。補足としてかつてエンディングトーク前の15:25にも「3時の」の部分のタイトルだけがかわった「今日の恐怖川柳」があったが、2006年5月11日以降は「3時」の一通のみになり廃止された（その代わりこの時間はジングルがかかるようになり、エンディングトークの時間が延ばされた）。テリーが番組を休んだときは中止する。約6年半という長寿コーナーであったが、テリーもマンネリをうかがわせるような発言を2008年春ころからたびたびしており、ついに2009年4月いっぱいで終了した。その翌月には番組はジングルを含め、大幅リニューアルをした。
- 垣花キャップ→たい平キャップの今日の特捜結果報告（2002年9月30日  -2009年5月15日）：13時台の「こちらのってけ特捜班」で募集したテーマのメール・FAXを紹介する。
- 3時のもっと知りましょう!（2009年10月26日 - ）：たい平がテリーにクイズを出題する。
- 3時のものまねSHOW（2010年）：テリーがものまねを披露する。
- ニッポン放送がやってきた!（2002年9月30日 - ）
  - 月曜日
    - 街角バンザイ!モノマネ合唱団
    - 商店街バンザイ!君こそスターだ
    - 商売繁盛・家内安全 テリー伊藤の念をあなたに!
    - 商店街バンザイ 看板娘さんいらっしゃ〜い!（2006年3月6日 - ?）
    - 商店街バンザイ、おしどり夫婦さんいらっしゃ〜い（? - 2007年10月29日）
    - 商店街バンザイ、うちの店に嫁に来ないか（2007年11月5日 - 2008年3月17日）
    - 女子高生演歌歌手・カレンの歌声をあなたに（2009年6月 - ）

  - 火曜日
    - 世界の国からアイ・ラブ・ユー
    - お国自慢で西・東
    - のってけ地球フェスティバル（2006年 - 2007年7月31日）
    - それいけ井内探検隊（2007年8月7日 - 2007年12月25日）
    - それいけ郁代探検隊（2008年1月8日・1月15日）
    - のってけミシュラン星いくつ!?（2008年1月22日 - ）

  - 水曜日
    - あのマネは今日!
    - 出張!カラオケ春祭り：リポーターが向かった先でのってけにゆかりのある有名人に登場してもらい、カラオケを歌ってもらう。
    - のってけエンタメ調査隊（2006年1月18日 - ?）
    - 日本列島縦断 発掘!勝手に観光案内(2009年4月30日 - 2009年10月7日) ※ 当初は木曜日のコーナー。
    - 東京ディズニーリゾートプレゼンツ ニッポン放送がやってきた(2009年10月14日〜)：田中美和子が東京ディズニーリゾートの魅力を紹介する。

  - 木曜日
    - 動物大好き!
    - のってけ動物への道
    - テリー伊藤の教授への道
    - 日本列島縦断 発掘!勝手に観光案内
    - のってけ未知との遭遇（ - 2008年3月27日）

  - 金曜日
    - 商売繁盛・家内安全 テリー伊藤の念をあなたに!（2002年10月4日 - ）

- のってけステーション 今日の日が記念日!（2002年9月30日 - 2010年）：のってけのその日の放送日がなにかの記念の日であるリスナーのメール・FAXを1通紹介。
- 出光ほっともっときっとタイム（2010年）：前身は「今日の日が記念日!」。リスナーから、人を安心させた、もっと活力を与えた、きっと満足させた、もしくはしてもらったというエピソードを送ってもらい、そのメール・FAXを1通紹介。
- ハローリビングリピート：14時台にハローリビングで紹介した商品のおさらい。

- エンディングのプレゼント当選者発表では、2009年1月から2009年5月15日まで、林家たい平が当選者名を読み上げるたびにテリー伊藤が太鼓を打ち鳴らしていた。

## テーマソング
- 2009年5月18日 - 　「若葉」 ／ Dew　（エンディングテーマ）

## テリー球団「横浜ベイブルース」
2006年から毎年9月23日に萩本欽一率いる「茨城ゴールデンゴールズ」との試合が開催されていた(2009年は11月28日開催)。
1. 2006年9月23日：横浜スタジアム(球団名は旧「BBトリニティーズ」)
2. 2007年9月23日：横浜スタジアム
3. 2008年9月23日：越谷市民球場（テリー球団側の助っ人として桑田真澄が参加）
4. 2009年11月28日：千葉県立青葉の森公園野球場(野村克也，工藤公康，仁志敏久が出場)

## 番組本
- 「歌謡Gメン あのヒット曲の舞台はここだ!」（テリー伊藤著、宝島社 ISBN 978-4796649438）
- 「のってけミシュラン☆星いくつ?」（マガジン・マガジン、2009年9月15日）

## できごと
2002年
- 9月27日、上柳昌彦が朝番組「うえやなぎまさひこのサプライズ!」担当のため9月いっぱいで降板。
- 9月30日、「テリー伊藤のってけラジオ」に改名し、テリーと女性アナウンサーのアシスタント、男性アナの特捜班キャップ（特捜のコーナーのみ出演）の3人による体制になり、番組のオープニングテーマ・ジングルが一新。メインパーソナリティのテリー、アシスタントに小口絵理子、キャップに9月までレポーター担当で特捜班キャップとしてスタジオ出演に昇格した垣花正という新体制。そして新たに仲間入りしたレポーターに上田郁代。

2003年
- 3月28日、垣花が夕方番組「垣花正のニュースわかんない!?」担当のため降板。垣花はエンディングで号泣した。
- 3月31日、垣花の後任として2代目特捜班キャップに林家たい平登場
- 9月26日、小口が担当する最終日、13:30頃に倒れてしまい（後にバセドウ病と発覚）急遽、医務室に運ばれエンディング直前に帰ってくるというハプニングが起きた。小口はこれがニッポン放送社員としては最後の仕事となり、後にフリーアナウンサーになっている。
- 9月29日、小口の後任として2代目アシスタントに田代優美が就任。

2004年
- 8月31日、田代が降板。降板の理由は不明(フジテレビ転籍に伴う準備のためと思われる)。
- 9月1日、田代の後任として3代目アシスタントにそれまで2代目特捜班キャップを担当していたたい平がスタジオに昇格し登場
- 10月18日の22:00 - 24:00には「のってけラジオ増刊号」を放送。この時間帯のレギュラーは当時「HOT'n HOT お気に入りに追加!」の時間であったため、垣花も登場。

2005年
2006年
- 5月8日、「今日の恐怖川柳」のコーナーが終了（「3時の恐怖川柳」は続投）。

2007年
- 2002年から芸能界を休業していた女優の羽野晶紀が2007年12月13日に生ゲスト登場したが、羽野はこの番組が復帰以来ラジオでは初の仕事となった（ちなみに、かつて羽野は同局系で1990年〜1991年に当時の日曜日の朝ラジオ番組「羽野晶紀のミュージックハーモニー」を担当しており、約15年ぶりのニッポン放送登場となった）。
- 4月9日 - 20日は、「これで射止めたカラオケ春まつり」として、ゲストがカラオケを熱唱。
- 6月11日 - 22日は、「胸キュン 思いを込めてカラオケ夏まつり」を実施。番組的に2007年はカラオケずいた年となった。
- 6月27日 時の首相安倍晋三がゲスト出演（本番直前の収録）。

2008年
- 1月25日、オジサンズ11（2008年3月10日放送分）の企画で日本テレビアナウンサーの羽鳥慎一が露木茂，ギャル曽根とともに出演した。他局の現役アナウンサーが出演するのは珍しい。
- 3月29日、「長年アシスタントを担当してくれているのになんでアシスタントの林家たい平の名前をタイトルに入れてあげないのか」と言うテリーの強い希望と番組の満10周年と言うふしめの時期と重なったため、「テリーとたい平 のってけラジオ」に改名。番組のオープニングテーマ・ジングルを5年半ぶりに一新（この時はコーナーのBGMに関しても「3時の恐怖川柳」を除き、すべて一新された）。
- 8月4日 - 8月8日はたい平が夏期休暇を取ったため、8月4日と6日は垣花、5日は新保、7日は乾貴美子、8日は小口が代理アシスタントを担当。テリーと小口のコンビでの放送は小口がニッポン放送を退社して以来約5年ぶりとなる。
- 9月8日 - 9月12日はテリーが夏期休暇を取ったため、8日は小松成美、9日は喰始、10日はばんばひろふみ、11日は増山さやか、12日は新保がパートナーとして代理出演。
- 12月17日 - 19日はテリーが16日夜にテリー自身が進行役を務めるTBS系のバラエティー番組『バラエティーニュース キミハ・ブレイク』生放送終了後にTBS放送センター前に設置された仮設スケート場のリンク内で転倒し怪我をしたため休養を取った。アシスタントは17日は増山、18日が増田みのり、19日が新保。

2009年
- 1月21日はたい平が失効していた自動車運転免許再取得のため休み、増山が代理出演。
- 4月、テリーのマンネリ回避をしたいという強い要望から2002年9月、2006年5月と2度事実上の縮小をしていたかつての人気コーナー、「恐怖川柳」（終了時点では「3時の恐怖川柳」）がついに終了。
- 5月18日から番組のオープニングテーマ・ジングルが一新された（ただし一部コーナーのみ、2008年3月29日以降のものを継続使用）。しかしリニューアルの時期が5月という中途半端な時期である。突然の変更の理由は、聴取率が2007年4月期以降長らくトップであったが、この年の4月期の聴取率調査で2位に転落したためのてこ入れのためである。
- 6月1日 - 5日はテリーが夏期休暇を取ったため、1日は林家木久扇、2日は林家正蔵、3日は三遊亭小遊三、4日は三遊亭好楽、5日は三遊亭楽太郎がゲストパーソナリティとして出演。
- 8月3日 - 7日はたい平が夏期休暇を取ったため、3日は増田、4日は那須恵理子、5日は垣花、6日は吉田尚記、7日は新保が代理アシスタントとして出演。
- 11月17日、テリーが検査のため休み。「鬼の居ぬ間にスペシャル」として、たい平と五戸の放送。
- 12月28日　テリーが前日27日に還暦を迎えたことから、「テリー伊藤 還暦スペシャル」として放送。スタジオゲストもいつもの1人〜2人ではなく、5人（松崎しげる、林家ペー、村野武範、ダンディ坂野、神浦元彰）を迎えた。

2010年
- 1月12日、テリーが体調不良により休み、増山が代理出演。
- 6月9日、6月いっぱいでの番組終了を発表。
- 6月22日、約8年間担当した名物レポーターの上田郁代が番組終了を前に卒業。
- 6月25日、番組終了。

2020年
4月、新型コロナの影響によるつなぎ番組の一つとして、10年ぶりに1日復活。